# Valentino Giambelli
Valentino Giambelli (Agrate Brianza, 8 marzo 1928 – Agrate Brianza, 28 marzo 2019) è stato un imprenditore, dirigente sportivo e calciatore italiano, di ruolo centrocampista.

## Carriera

### Calciatore
Durante la seconda guerra mondiale, Giambelli lavorava come operaio presso la Magneti Marelli di Sesto San Giovanni, e nelle pause di lavoro, giocava a calcio nel campo aziendale, fino ad essere notato da alcuni dirigenti della Pro Sesto.
Finita la guerra, e dopo le squadre giovanili, giocò per un anno nell'Olginatese, squadra di Olginate, comune appena fuori Lecco. Nel 1948, passò alla Pro Lissone, per poi andare al Monza con la quale vinse il campionato di serie C  arrivando in serie B e chiudere la carriera alla Gallaratese.
All'età di 27 anni decise di interrompere la carriera da calciatore e di utilizzare il diploma di geometra dedicandosi all'impresa edile.

### Presidente del Monza

Il Monza nella stagione di Serie C1 1987-88, periodo durante la presidenza di Giambelli.

Giambelli acquistò la società Calcio Monza all'inizio della stagione 1980/1981, mantenendone la proprietà per 19 anni, fino alla cessione a Pierino Fazzolari nel 1999.
Durante la sua presidenza, nel 1988 venne inaugurato lo Stadio Brianteo, tuttora impianto casalingo della squadra biancorossa. La costruzione dello stadio rappresentò un passo fondamentale per il rilancio sportivo e sociale del club.
Nei primi sei anni della gestione Giambelli, vicepresidente della società fu Adriano Galliani, che lasciò la carica nel 1986 per assumere il ruolo di vicepresidente e amministratore delegato del AC Milan.

### Geometra
L'inizio dell'attività di geometra, dopo gli studi terminati nel 1951 (operaio alla Magneti Marelli di Sesto San Giovanni, la sera si recava a scuola), Giambelli la inizierà come libero professionista, occupandosi di divisioni ereditarie dei terreni; poi col boom economico e con maggiori investimenti sul campo dell'edilizia, il geometra comincia a dedicarsi alla progettazione di villette.
Nel 1958, decide di dar vita all'Impresa, costruendo condomini in Brianza.
Nel frattempo, il Presidente viene affiancato nella ditta dai figli Michele, Elio e Paola, ed è stato vicepresidente di Assimpredil Lombardia.
In mezzo secolo di attività imprenditoriale, ha realizzato diversi interventi, fra i quali il Centro Torri Bianche di Vimercate.

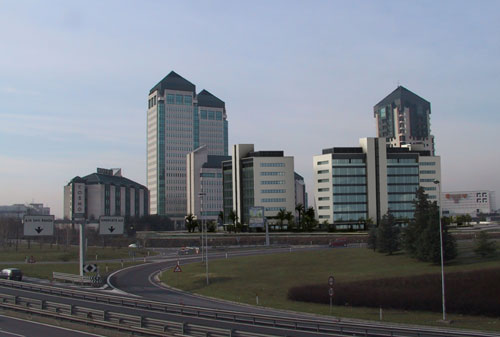
Il complesso Torri Bianche di Vimercate

Alla Giambelli S.p.A. fanno inoltre capo il Cosmo Hotel Torri di Vimercate, il Cosmo Hotel Palace di Cinisello Balsamo, la Villa Trivulzio di Omate (frazione di Agrate Brianza) e nel comune di Agrate Brianza un edificio settecentesco con un parco secolare di 24 ettari.

## Palmarès

### Club

#### Competizioni nazionali
- Campionato italiano Serie C: 1

Monza: 1950-1951